# 孢子絲菌病
孢子絲菌病是一種因為受到申克氏孢子絲菌(Sporothrix schenckii)感染，引起皮膚產生病變，也可能發生在肺、關節、骨骼，甚至腦，但是較為罕見。
申克氏胞子絲菌存在於土壤中，乾草堆、蘚苔類和植物中，主要的感染對象包括農夫、園丁、和從事農藝相關工作的工作者。感染途徑為動物直接傳染給人，人和人之間不會互相傳染。此菌會經由皮膚上的小傷口和擦傷進入人體產生感染。如果孢子經由呼吸道進入體內，也有感染肺部的可能。
孢子絲菌病的病程發展緩慢，產生症狀可能是暴露在孢子中後1-12個星期內，平均為3星期。若發生嚴重的併發症可能會危及患者的免疫系統。
此症可利用碘劑治療。